# Vitis labrusca
Vitis labrusca (Engels: fox grape) is een plantensoort uit de wijnstokfamilie (Vitaceae). De plant is inheems in het oosten van Noord-Amerika en is de stamvader van vele hybride druivenrassen waaronder Catawba, Concord, Agawam, Alexander en Onaka.

## Geschiedenis
In de 19de eeuw werd Vitis labrusca samen met andere Amerikaanse druivensoorten naar Europa gebracht. Op deze exemplaren bevond zich de druifluis. Dit insect richtte immense schade aan in Europese wijngaarden, aangezien de Europese druif Vitis vinifera niet resistent is.
Concord is heden ten dage een belangrijk cultuurgewas in de Verenigde Staten. In 1849 werd dit druivenras gekweekt door Ephraim Wales Bull, die met zaden van de wilde Vitis labrusca aan de slag ging. Genetisch onderzoek heeft aangetoond dat dit een kruising is van Vitis vinifera (1/3).

## Karakteristieken
Het merendeel van de rassen produceert rode druiven. Alhoewel er ook witte, zoals Niagara en rozige variëteiten, zoals Catawba, voorkomen.
Eigen aan deze soort is dat wanneer men de bes tussen de vingers neemt en zachtjes duwt, de huid er gemakkelijk afschuift. Waarbij je dus de vruchthuid verwijdert en enkel het vruchtvlees overhoud. Deze eigenschap noemt men 'slip skin' (letterlijk vertaald: sliphuid). Een andere unieke eigenschap is de harige onderzijde van het blad, met een dichte bruine of witte beharing.
Zoals andere Amerikaanse druivensoorten heeft Vitis labrusca enige natuurlijke resistentie tegen druivenziekten, zoals de druifluis. Vitis labrusca wordt in de commerciële teelt echter minder vaak gebruikt dan Vitis aestivalis, Vitis rupestris en Vitis berlandieri omdat deze een lagere resistentie bezit en moeilijker op een onderstam te enten is.

## Naamgeving
Volgens A.J. Winkler, een wijnbouwexpert aan de Universiteit van Californië, hebben Vitis labrusca-rassen de meest uitgesproken aroma's in vergelijking met andere wijndruiven. De beschrijving 'foxy' heeft dan ook niets te maken met het dier, maar dient eerder als een allesomvattend begrip om de unieke geur te beschrijven.

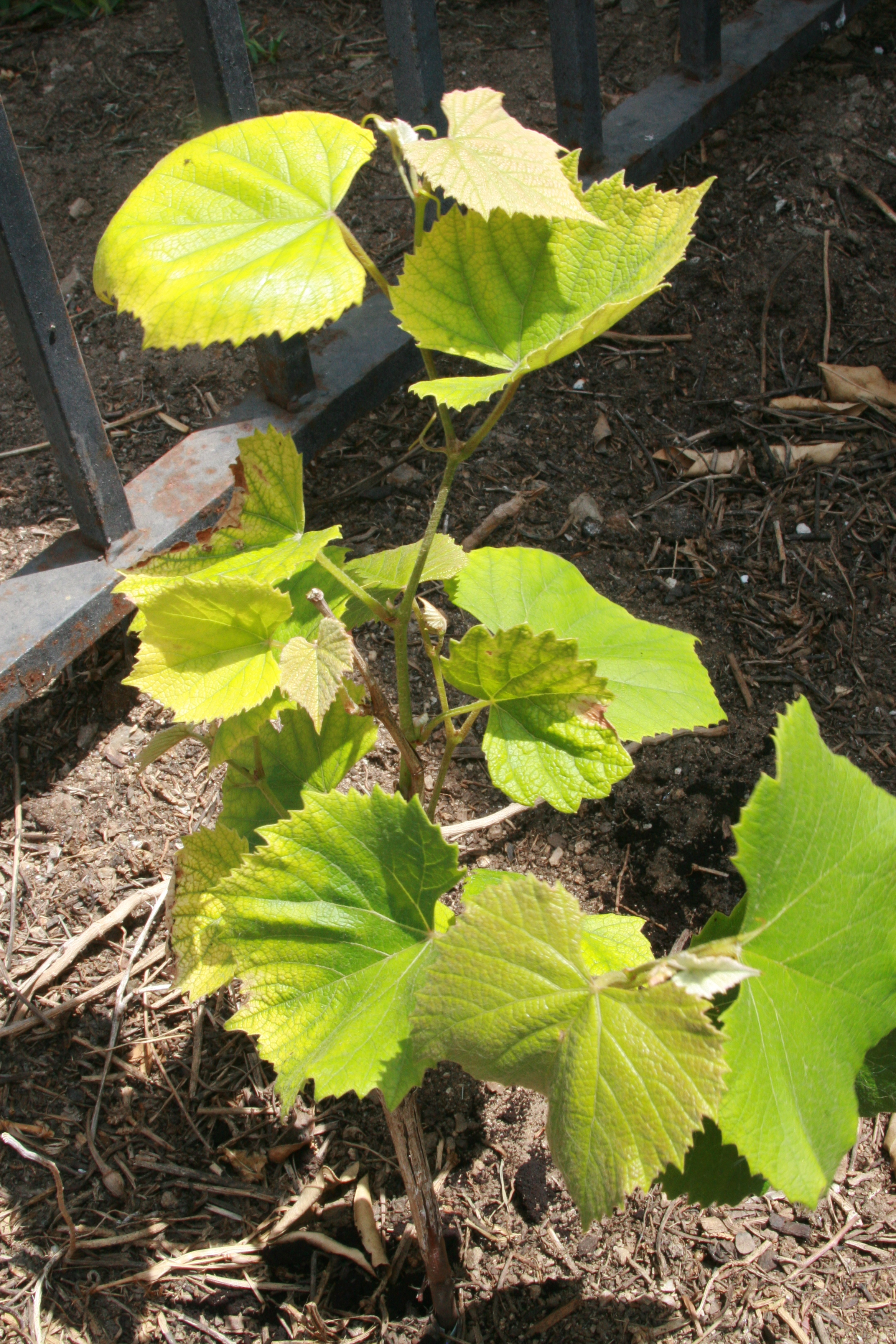
Jonge Concord
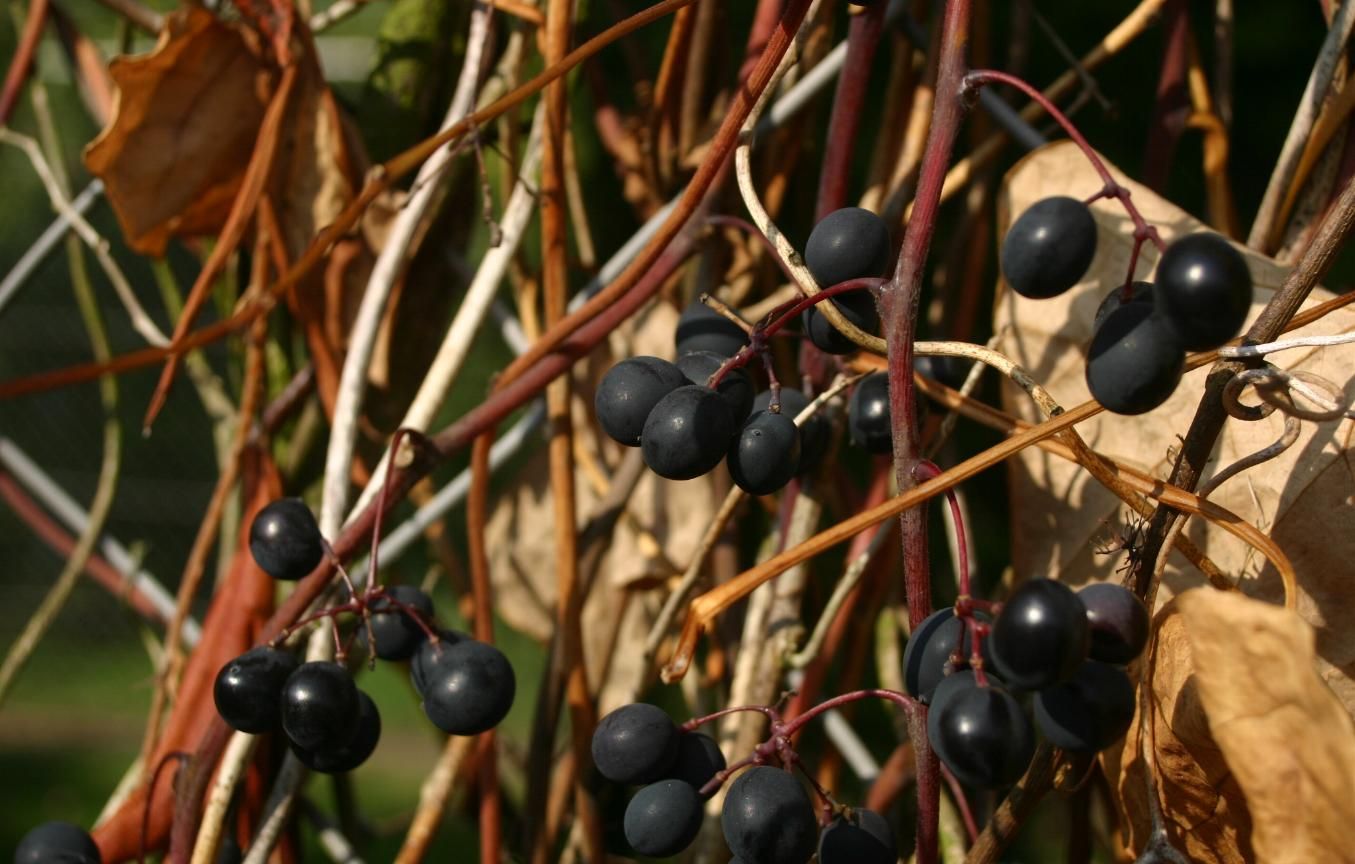
Bessen

... · 
V. aestivalis · 
V. amurensis (Amoerdruif) · 
V. berlandieri · 
V. labrusca · 
V. rupestris · 
V. vinifera (Wijnstok) · 
...